# Tyrchowo
Tyrchowo (bułg. Търхово) – wieś w środkowej Bułgarii, w obwodzie Gabrowo, w gminie Sewliewo. Według danych Narodowego Instytutu Statystycznego, 31 grudnia 2011 roku wieś liczyła 139 mieszkańców.
Dawniej miejscowość nazywała się Dogandżii.